# Hôtel de Groesbeeck-de Croix
 (juin 2015).
L'Hôtel de Groesbeeck-de Croix, qui abrite le Musée des Arts décoratifs, est un immeuble classé situé dans la ville de Namur en Belgique, bâti au XIIIe siècle et réaménagé au milieu du XVIIIe siècle par l'architecte Jean-Baptiste Chermanne.
Racheté en 1935 par la ville de Namur, il est depuis un musée des arts décoratifs du XVIIIe siècle et tend à étendre ses collections aux XIXe et XXIe siècles. Entre février 2013 et 2016, le musée est fermé pendant la restauration du bâtiment. 
il fait partie du Pôle muséal Les Bateliers avec le musée archéologique de Namur. Depuis septembre 2024, ce dernier musée est installé dans le bâtiment contigu de l'École des Bateliers entièrement rénovée. 

## L'architecture

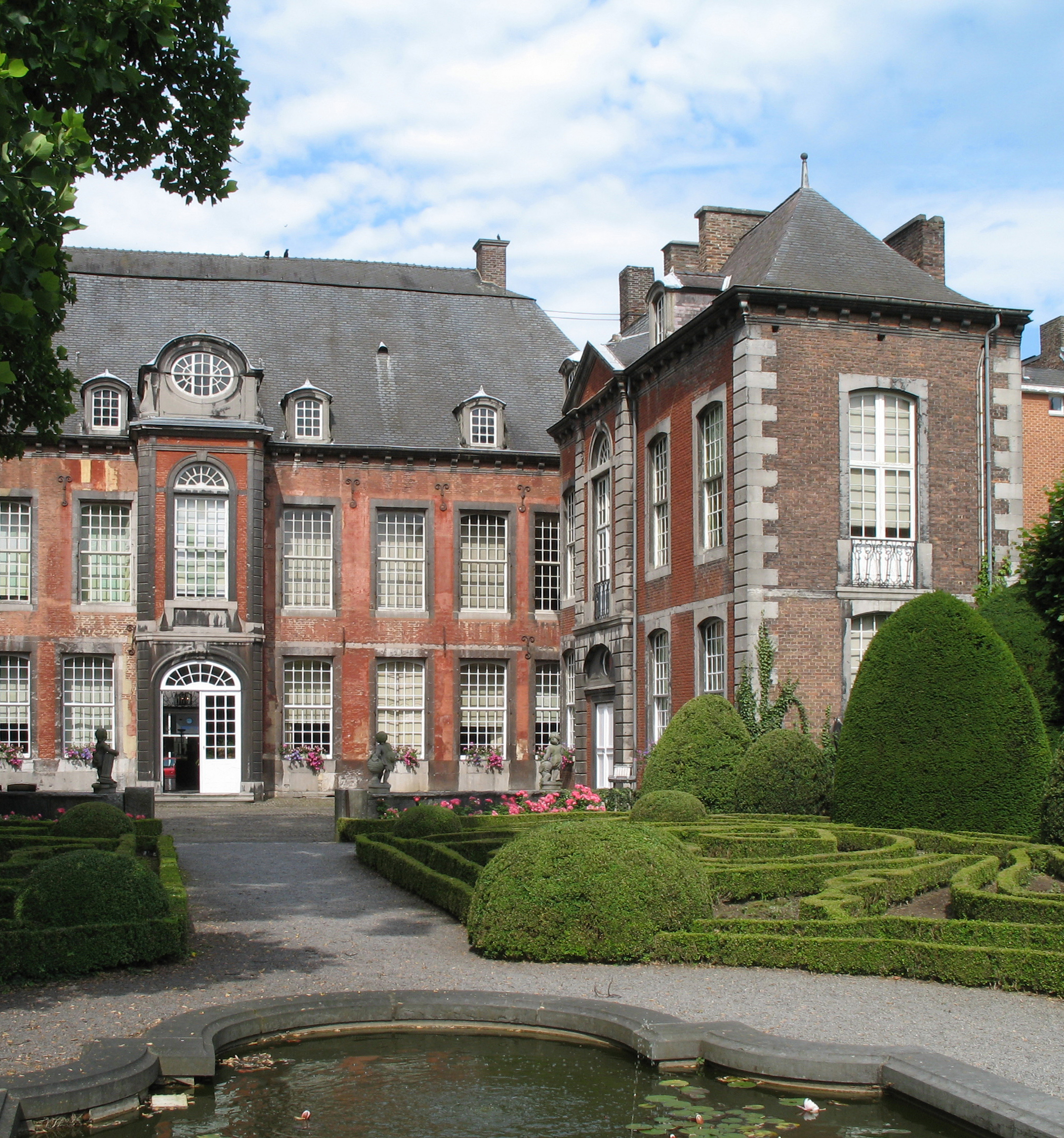
Cour d'honneur et jardin

C’est l'architecte originaire de Thuin, Jean-Baptiste Chermanne qui, à la demande du comte Alexandre François de Grœsbeeck, transforme le probable ancien refuge de l’abbaye de Villers-en-Brabant en un élégant hôtel particulier entre 1751 et 1753.
L’édifice s’articule en trois ailes dont le corps central reprend une partie des vestiges du bâtiment du XVIIe siècle. La reconstruction de 1751 répond aux trois règles fondamentales de l’architecture au XVIIIe siècle : le respect de l’intimité, la recherche d’une fonctionnalité nouvelle ainsi que l’intérêt pour le monde extérieur. 
Le besoin d’intimité se traduit dans l’aile sud par une succession de petits appartements, boudoirs et autres alcôves, desservis par des couloirs évitant la circulation à l’intérieur d’une pièce pour accéder à une autre. 
Au rez-de-chaussée, Jean-Baptiste Chermanne a aménagé des salles d'apparat en enfilade afin que les invités, au gré de leurs déplacements, puissent admirer la richesse des intérieurs de leurs hôtes.
Au désir d’intimité répond la recherche de fonctionnalité, c’est-à-dire de tout ce qui facilite la vie quotidienne. La création de la salle à manger, qui devient permanente au XVIIIe siècle, empêche de devoir dresser la table, au sens propre, uniquement pour les grandes occasions et facilite le regroupement familial. 
L’apparition des commodités et la multiplication des placards et lingeries sont autant d’autres innovations appliquées par Jean-Baptiste Chermanne. 
À cela, il faut ajouter l'utilisation spécifique de la lumière, par la présence d’une coupole et de cours intérieures, ainsi que l’ouverture sur le monde extérieur au travers des grandes fenêtres.

## Le décor intérieur
L'Hôtel de Groesbeeck-de Croix présente un large éventail de techniques de décoration propres au XVIIIe siècle. La surface murale est ornée de boiseries rehaussées de couleurs. Ces lambris encadrent des paysages champêtres et boisés, des vues marines, des toiles peintes de fleurs luxuriantes ou d’oiseaux paradisiaques, des tissus de soie brodés de motifs orientaux et des panneaux de rares cuirs gaufrés et dorés. 
Les dessus de portes et les trumeaux de cheminées sont agrémentés de peintures représentant des scènes galantes à la manière de Jean-Antoine Watteau, des saynètes mythologiques ou encore des bouquets de fleurs. Les cheminées en marbre du pays sont sculptées de motifs de coquilles et de rocailles. A l'étage, on trouve un cabinet chinois, tandis qu’une cuisine d’époque est tapissée de carreaux de faïences à la manière de Delft. 
Enfin, des stucs Rococo ornementés habillent les cimaises du vestibule et le dôme de l’étage, à l’intérieur duquel masques, fleurs et rocailles s’enchevêtrent. 

## Collections d’ici et d’ailleurs
Déposées par plusieurs propriétaires, les collections représentent un ensemble des arts décoratifs du XVIIIe siècle. Elles peuvent être divisées en deux parties: les productions namuroises et les œuvres étrangères. Parmi les premières, on distingue du mobilier, des œuvres décoratives et des objets utilitaires. Le meuble namurois, architectural, s’inspire à la fois de la mode française et d’une tradition encore religieuse. Son décor appliqué témoigne de l’évolution des styles, du Baroque jusqu’au Louis XVI. Des meubles précieux français (cabinets, consoles, tables, commodes, fauteuils et chaises) sont conservés dans les salles du rez-de-chaussée.
Parmi les objets luxueux, une importante collection de cafetières, chocolatières, aiguières et autres sucriers, œuvres d'orfèvres namurois. Un échantillonnage de l’art de la coutellerie namuroise des XVIIIe et XIXe siècles complète cette panoplie. 
De la même époque, le musée conserve des pièces de cristallerie. Namur fut en effet le centre verrier le plus important du pays, et les noms prestigieux des verreries Zoude et de Vonêche sont internationalement reconnus. Des coupes, plats, carafes, verres, bonbonnières mais aussi une série de pendules en cristal taillé et bronze doré ainsi que des lustres, agrémentent les diverses salles de l’hôtel. La collection comprend également des faïenceries d’Andenne et de Saint-Servais, parmi lesquelles des groupes animés d’enfants et de couples attribués au célèbre artiste français Jacques Richardot, qui passa quelque temps à Namur en 1786.
Certaines pièces du musée sont des productions d'artistes passés à la postérité, comme un ensemble de terres cuites et de marbres du sculpteur Laurent Delvaux, le moulage d'un buste de Vauban par Coysevox, sculpteur officiel de Louis XIV, une grande esquisse du peintre ornemaniste italien Giambattista Tiepolo, des tableaux de fleurs de Pierre-Joseph Redouté, ainsi qu’un portrait du roi Soleil attribué à Hyacinthe Rigaud.

## Jardin à la française
Le jardin change au fil des saisons avec le fleurissement de plantes vivaces et de roses odorantes,. 

## La renaissance du musée
La ville de Namur et son service du Patrimoine ont commencé en 2013 la restauration de l’hôtel de Grœsbeeck-de Croix. À cette occasion, le service de la Culture a entamé une réforme de fond du musée des arts décoratifs, hébergé par l’édifice.
L’extension des expositions temporaires à la chapelle des Bateliers, contiguë au musée, permettra des événements communs avec le musée archéologique voisin. 

## Au cinéma
- 2016 : Les Visiteurs : La Révolution.

- 2016 : La Folle Histoire de Max et Léon[10]
- 2016 : Le Jeune Karl Marx[11]